# (1777) Gehrels
(1777) Gehrels es un asteroide que forma parte del cinturón de asteroides y fue descubierto el 24 de septiembre de 1960 por Ingrid van Houten-Groeneveld, Cornelis Johannes van Houten y Tom Gehrels desde el observatorio del Monte Palomar, Estados Unidos.

## Designación y nombre
Gehrels recibió al principio la designación de 4007 P-L.
Más tarde se nombró en honor del astrónomo estadounidense Tom Gehrels (1925-2011).

## Características orbitales
Gehrels orbita a una distancia media del Sol de 2,626 ua, pudiendo alejarse hasta 2,672 ua y acercarse hasta 2,58 ua. Tiene una excentricidad de 0,01751 y una inclinación orbital de 3,148°. Emplea en completar una órbita alrededor del Sol 1555 días.